# Oskeruše u Radostic
Oskeruše u Radostic roste na úpatí vrchu Ovčína přibližně 500 m jižně od osady Radostice místní části obce Vchynice. Roste na okraji lesního porostu, při cestě  jdoucí ze Vchynic na Košťálov.

## Základní údaje
- název: Oskeruše u Radostic
- výška: 16 m[1]
- obvod: 286 cm (2009)[1]
- šířka koruny: 11 m (2007)
- věk: 100 let (2009)[1]
- zdravotní stav: silně poškozen

## Stav stromu a údržba
Kmen se větví ve 2 metrech na čtyři terminály, které vytvářejí 11 metrů širokou korunu.

## Přírodní zajímavosti v okolí
- Košťálov (přírodní památka) - chráněné území s výskytem vzácných rostlin a 600 druhů motýlů.

### Památné a významné stromy
- Košťálovská babyka
- Košťálovská oskeruše
- Radostická lípa